# Juan Manuel Rodríguez Parrondo
Juan Manuel Rodríguez Parrondo (1964. január 9. –) spanyol fizikus. A madridi egyetem fizikaprofesszora. Az ő nevéhez fűződik a Parrondo-paradoxon elnevezésű játékelméleti stratégia megalkotása, amely szerint vesztes stratégiákkal, amelyek önmagukban következetesen alkalmazva statisztikusan ahhoz vezetnének, hogy előbb-utóbb minden pénzét elveszti az ember, hosszútávon mégis folyamatos nyereséget lehet elérni, ha a vesztes stratégiákat keverten alkalmazzák.

## Neve
A felfedezéséről szóló beszámoló a The New York Times-ban Parrando-ként írta a nevét, és innen ezt a tévedést, a helyesbítés dacára, számos helyen átvették.
Publikációiban a második keresztnevét használja, ami eltér a spanyol szokásoktól, az első két keresztnév használatától.

## Művei
- "Noise-Induced Non-equilibrium Phase Transition" C. Van den Broeck, J. M. R. Parrondo and R. Toral, Physical Review Letters, vol. 73 p. 3395 (1994)